# Pommes frites

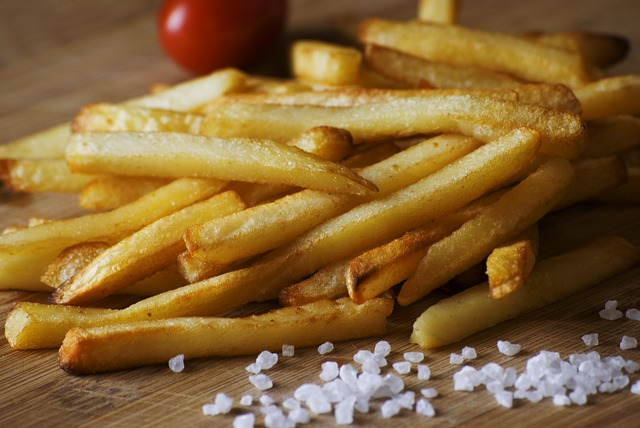
Pommes frites

Pommes frites (französisch pommes [de terre] frites [pɔm (də tɛʁ) fʁit], umgangssprachlich in Deutschland häufig Pommes ([ˈpɔməs]) oder Fritten genannt) sind frittierte Stäbchen aus Kartoffeln. Ursprünglich in Belgien verbreitet, gibt es sie heute weltweit als Beilage und Imbiss.

## Bezeichnung

### Pommes und Fritten

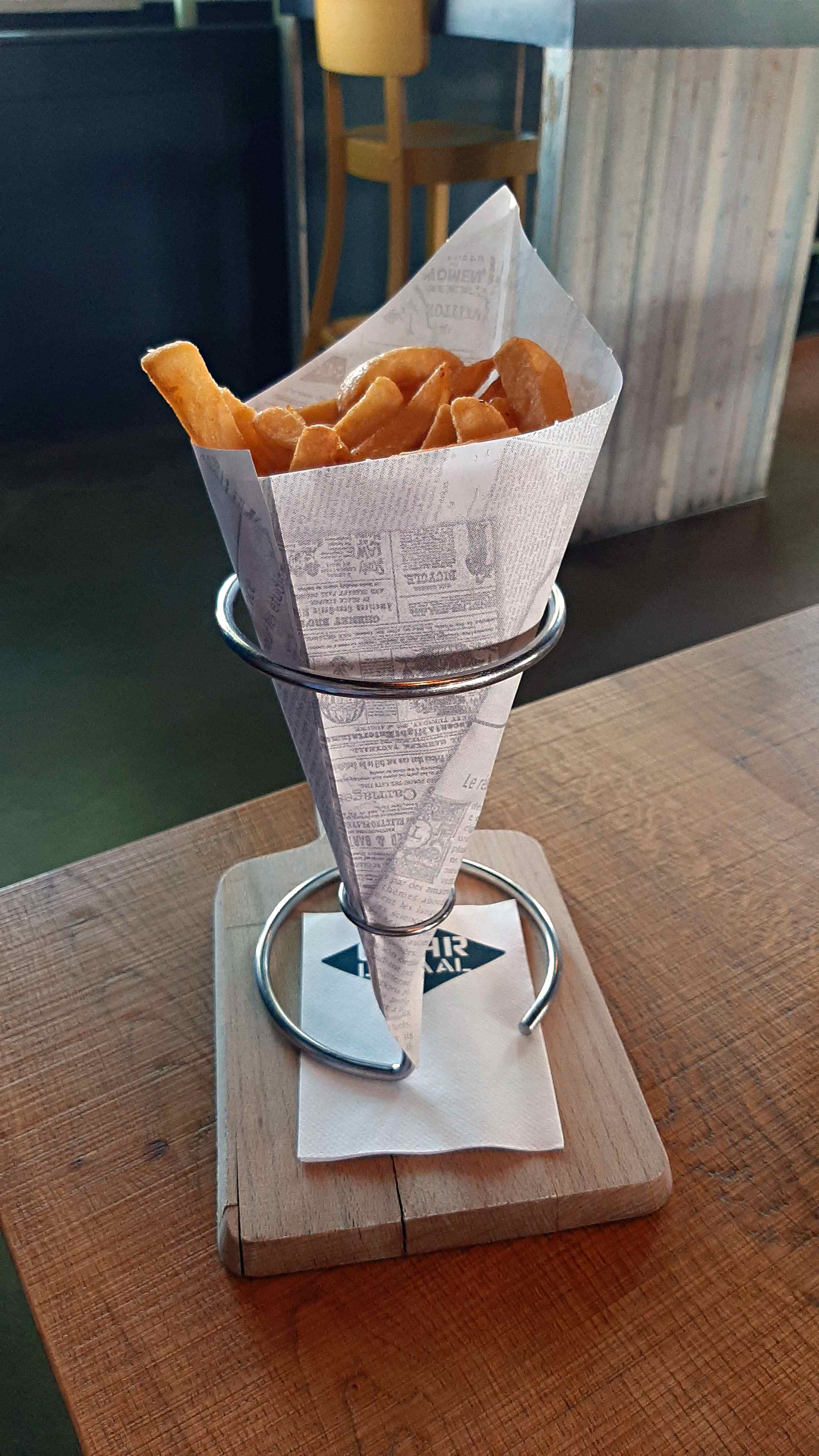
Niederländische Spitztüte, puntzak, mit Fritten in einem Restaurant als Zwischenmahlzeit

Im Alltagsgebrauch ist die Bezeichnung Pommes frites (gesprochen meist [pɔm fʁɪts]) im gesamten deutschsprachigen Raum üblich, in der Deutschschweiz ausschließlich. Ansonsten hat sich die Kurzform Pommes weithin durchgesetzt, die nach deutscher Standardlautung gesprochen wird. Im Sieger- und Sauerland, im Rheinland, in Luxemburg sowie im Saarland hält sich weiterhin die Bezeichnung Fritten als die gebräuchliche Form, vermutlich beeinflusst durch die Nähe zu Belgien, abgeleitet von der französischsprachigen Bezeichnung frites und der niederländischsprachigen Bezeichnung friet. In den nördlichen Niederlanden (nördlich der großen Ströme) ist patat weit verbreitet, nach einem alten Wort für Kartoffel. Im Süden bzw. in Flandern (und Limburg und Noord-Brabant) spricht man eher von friet oder frieten, da patat noch in der Bedeutung für Kartoffeln allgemein bekannt ist.

### French Fries und Freedom Fries
In den USA wurden Pommes frites erst nach der Rückkehr der US-Soldaten aus Europa nach dem Ersten Weltkrieg bekannt, wo sie die Pommes frites von französischsprechenden belgischen Truppenmitgliedern kennengelernt hatten. In Nordamerika werden seitdem alle in tiefem Fett gebackenen Kartoffeln als French Fries bezeichnet. Das Verfahren des Kartoffelfrittierens war in den USA zwar schon lange bekannt – Thomas Jefferson ließ bereits 1802 im Weißen Haus knusprig frittierte Kartoffeln (Pommes de terre frites à cru, en petites tranches) servieren – aber eben nicht unter der Bezeichnung French Fries.
Während des Irakkriegs 2003 gab es Kreise in den USA, die den neuen Ausdruck Freedom Fries bevorzugten, weil Frankreich sich am Krieg nicht beteiligte. Einige Jahre später verschwanden diese „Freiheitsfritten“ wieder von den Speisekarten, sofern sie es dorthin geschafft hatten.
Im britischen Englisch werden nur die langen dünnen Pommes frites als French fries bezeichnet, während die seit den 1860er Jahren bekannten frittierten dickeren Kartoffelstücke weiterhin Chips genannt werden. Sie werden meist bei Fish and Chips serviert.

### Umgangssprachliche Bezeichnungen

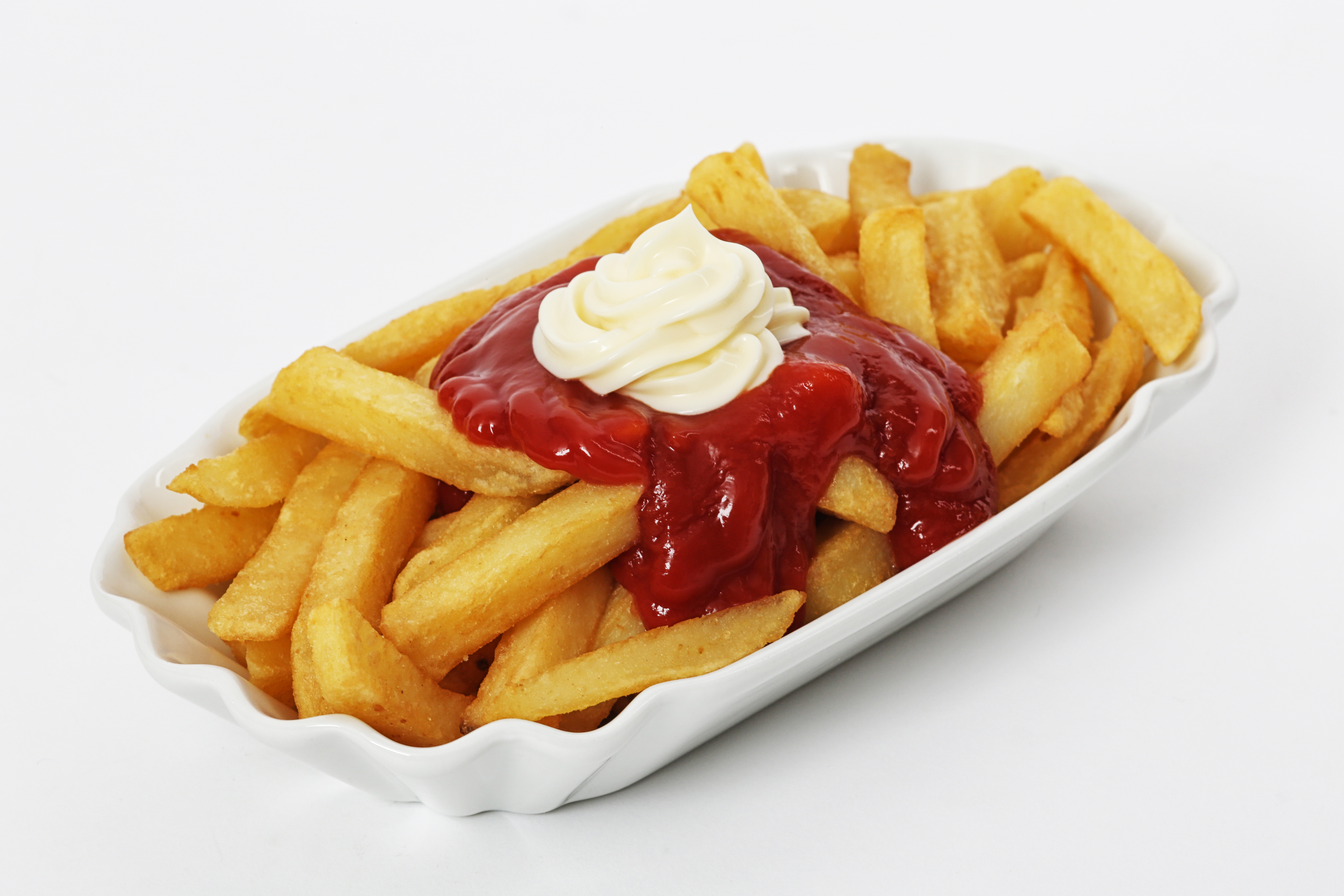
Pommes „Schranke“ mit Ketchup und Mayonnaise

Pommes frites mit Ketchup und Mayonnaise werden mancherorts als Pommes rot-weiß bezeichnet. Aus dem Ruhrgebiet stammt die Bezeichnung Pommes Schranke (als Anspielung auf das Farbmuster von Bahnschranken). Am Niederrhein sowie in den Niederlanden findet sich auch die Bezeichnung Fritten spezial (niederländisch: friet speciaal), bei der neben Ketchup und Mayonnaise mit rohen Zwiebelstückchen garniert wird.
Regional wird eine spezifische Art von Pommes frites auch als Pont-Neuf-Kartoffeln bzw. Pommes Pont-Neuf bezeichnet. Ursprünglich handelt es sich hierbei um eine aus Frankreich stammende Zubereitungsart, bei der die Kartoffeln in Streifen mit einer Seitenlänge von etwa 10 Millimeter geschnitten werden.

## Geschichte

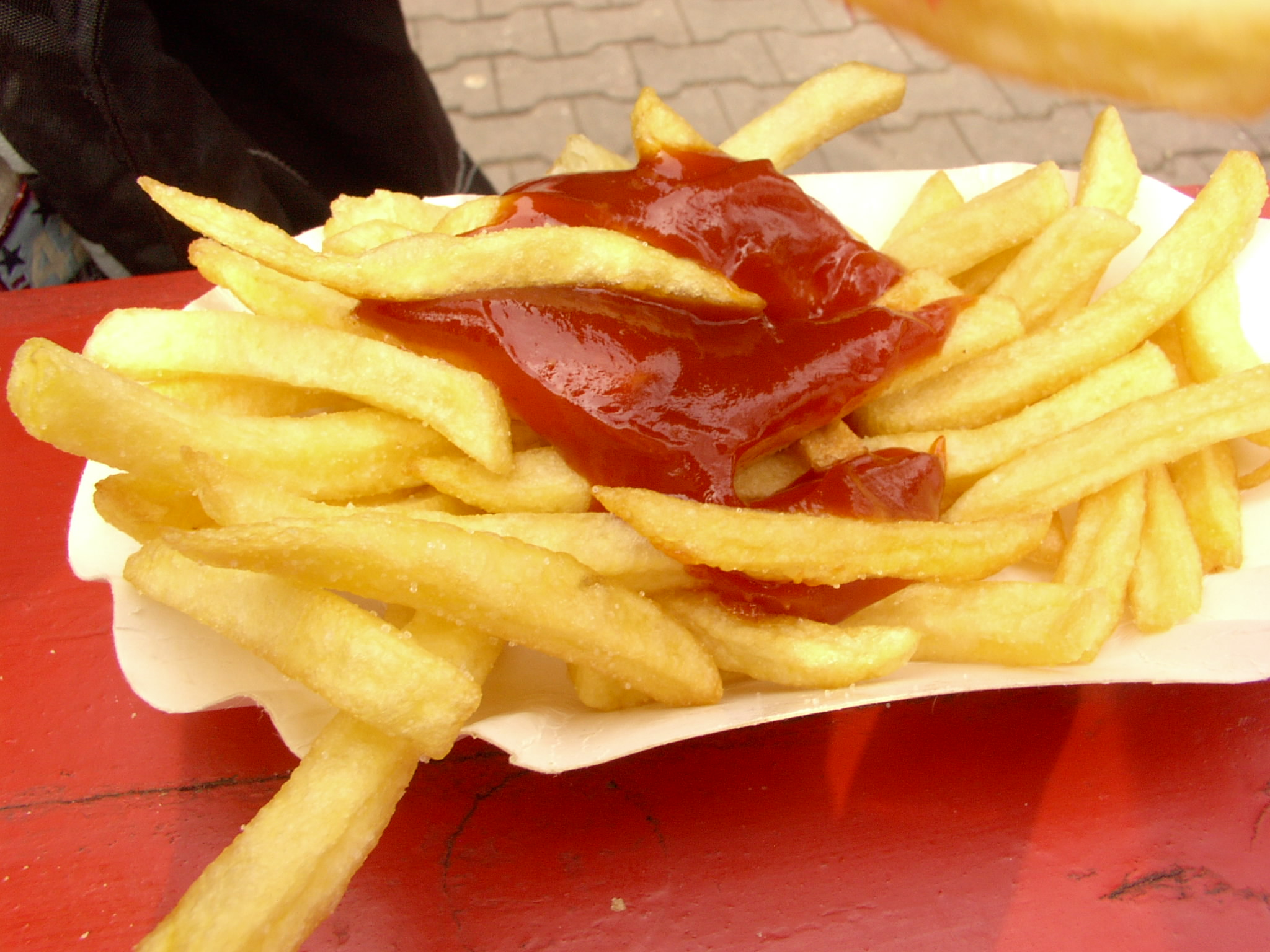
Pommes frites mit Ketchup in Einweg-Pappschale

Ein angeblich aus dem Jahr 1781 stammendes Dokument behauptet, dass die Zubereitung von Pommes frites auf dem Gebiet des heutigen Belgien (damals Österreichische Niederlande) zu diesem Zeitpunkt bereits seit mehr als hundert Jahren (also seit 1680 oder eher) praktiziert wurde:

„Die Einwohner von Namur, Huy und Dinant haben die Gewohnheit, in der Maas zu fischen, diesen Fang dann zu frittieren, um ihren Speisezettel zu erweitern (vor allem arme Leute). Wenn die Gewässer zugefroren sind und das Angeln nur schwer möglich ist, schneiden die Einwohner Kartoffeln in Fischform und frittieren diese dann. Diese Vorgehensweise ist mehr als hundert Jahre alt.“

Die Authentizität dieses Dokuments ist umstritten, zumal Kartoffeln erst seit 1709 für das Umland der Maas belegt sind.
Demgegenüber erklärte Pierre Leclercq, Experte für Ernährungsgeschichte 2016 im Deutschlandfunk:

„Es war ein Bayer, der in Paris das Kochen lernte und dann als einer der ersten belgische Fritten auf dem Jahrmarkt-Stand von Lüttich feilbot, anno 1838. Monsieur Fritz, wie er sich nannte, galt als Pommes-König – er starb jung, aber reich.“

Nach Pierre Leclercq besteht ein Teil des Problems der Herkunft der Pommes frites im fluktuierenden Verständnis des Begriffs. So verstand man im 18. und 19. Jahrhundert unter diesem Begriff andere Zubereitungsweisen als heute. Historische Rezepte belegen, dass „pommes de terres frites“ meist nicht für die heute gemeinten Stäbchen, sondern für Kartoffelscheiben (was auch den englischen Begriff chips erklären würde) oder gar für Bällchen aus Kartoffelpüree stand.
Zudem war es so, dass diese nicht unbedingt frittiert, sondern einfach in Fett gebraten wurden. Damit handele es sich in vielen historischen Erwähnungen lediglich um einfache Bratkartoffeln.
So lautet ein Rezept von 1845:

„Pommes frites oder roh gebratene Kartoffeln: Man schält rohe Kartoffeln und schneidet sie mit dem Messer rund, daß sie etwa die Größe einer Walnuß haben, oder man sticht sie mit einem Kartoffelbohrer lockenartig aus; man kann sie auch in längliche, vierkantige Streifen schneiden. Man wäscht sie, trocknet sie auf einem Tuche ab und bratet sie, mit Salz bestreut, unter öfterem Umschwenken in reichlich Butter, bis sie gar und auf allen Seiten braun sind. - Man gibt sie zu großen Fleischstücken, wie auch zu Rinder-, Hammel-, Schweine- oder Wildbraten.“

Pierre Leclerq nimmt an, dass der Ursprung des Frittierens von Kartoffeln bereits in den Jahrmärkten des 18. Jahrhunderts liegt und dass die Stäbchenform wohl erst Anfang des 20. Jahrhunderts aufkam, wobei unmöglich zu sagen sei, wer diese Form zuerst benutzte.

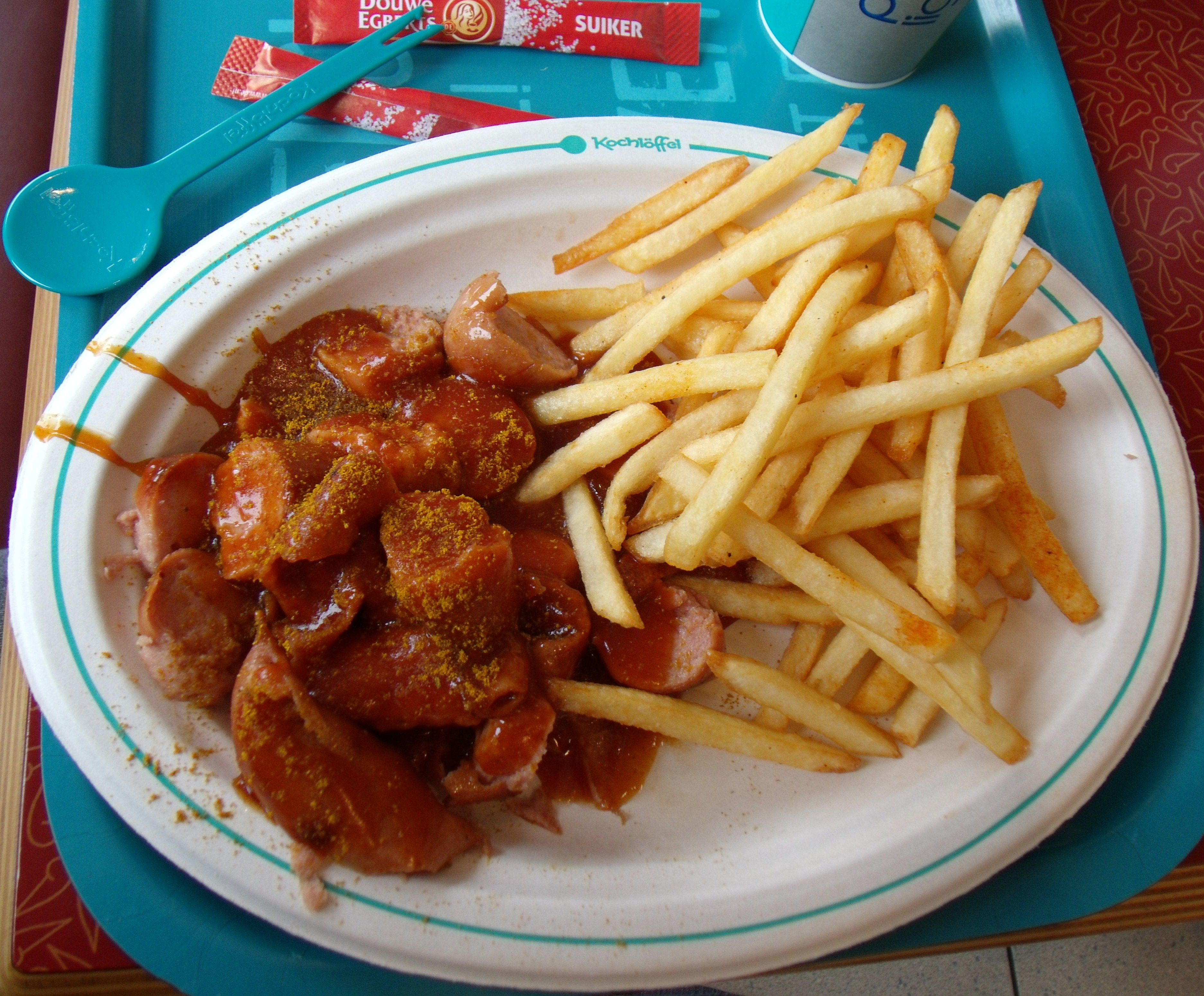
Pommes frites als Beilage zur Currywurst

Serviert werden Pommes frites häufig mit Ketchup, Mayonnaise, Senf, Remoulade und Ähnlichem, teilweise auch mit Essig, vor allem in Großbritannien. In Belgien bieten Imbissstände in der Regel eine Vielzahl verschiedener Saucen zu den Pommes frites an. Zu den gängigsten zählen neben Ketchup und Mayonnaise Sauce andalouse (mit Mayonnaise und Tomatenmark), Sauce samourai (mit Sambal), Tartarensauce (mit Schnittlauch), Cocktailsauce und Pickles mit Essiggurken. Die Belgier haben den weltweit höchsten Pro-Kopf-Verbrauch an Pommes frites. Belgische Fritten werden zweimal in Rinderfett frittiert, bis sie „singen“.
In Deutschland waren Pommes frites 2022 mit einem Absatz von rund 350.000 Tonnen eines der beliebtesten Tiefkühlprodukte. Dort gelten Pommes frites als eher einfache Beilage zu gegrilltem Fleisch, Fisch, Bratwurst und Ähnlichem.
Pommes frites sind fester Bestandteil mehrerer etablierter Nationalgerichte, so etwa Moules-frites (mit Miesmuscheln, Belgien und Nordfrankreich), Fish and Chips (mit paniertem Fisch, Großbritannien) oder Poutine (mit Cheese curds und Bratensoße, Kanada). In der Schweiz gilt Schnipo (Schweinsschnitzel paniert mit Pommes frites) als Klassiker.

## Zubereitung

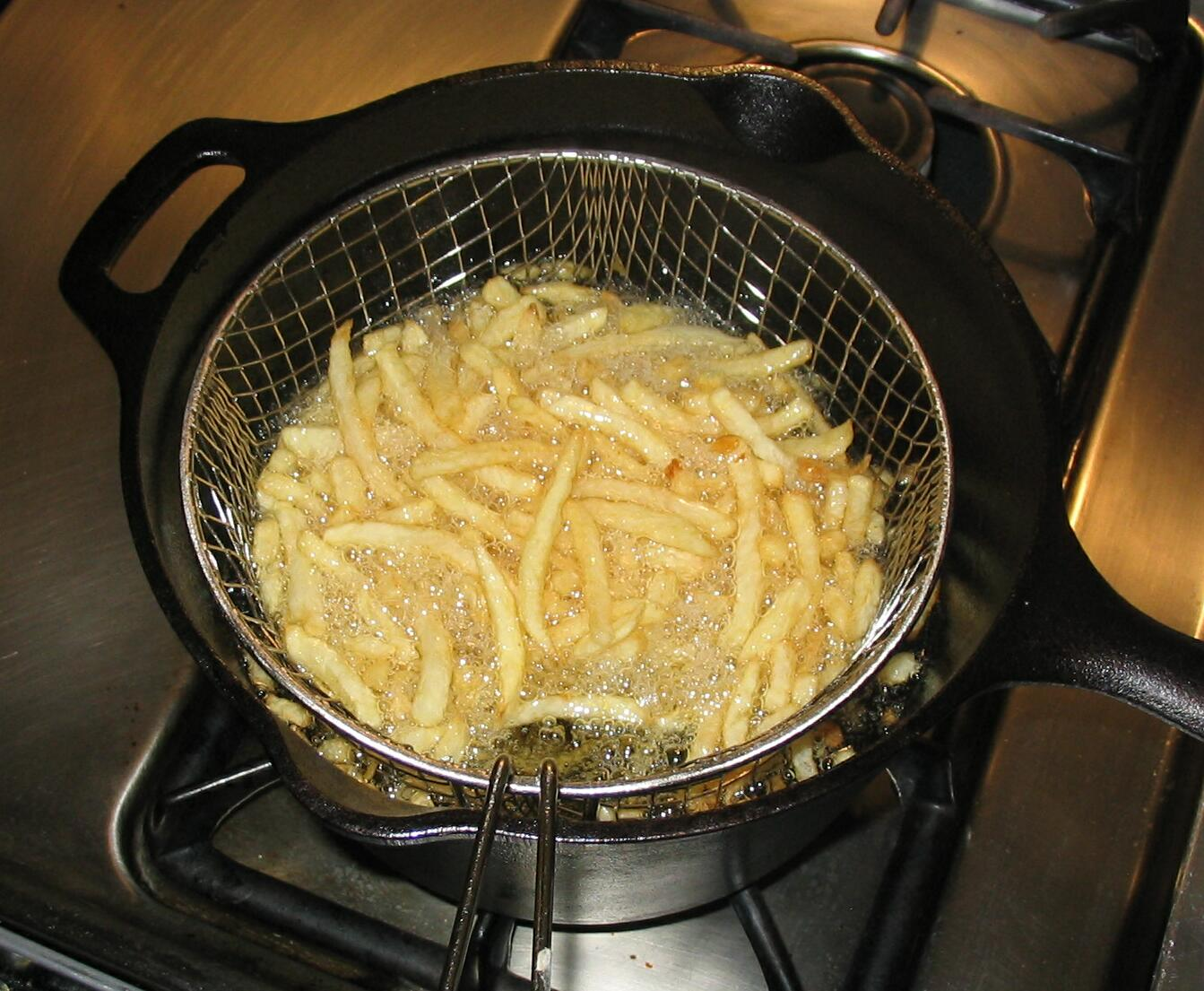
Zubereitung (zweites Frittieren)

Zur Zubereitung von Pommes frites werden geschälte große Kartoffeln längs in Stäbchen von ungefähr einem Zentimeter Diagonalquerschnitt und einer Länge von 4 bis 10 cm geschnitten, dann abgewaschen, auf einer saugfähigen Unterlage abgetrocknet und anschließend in Pflanzenöl oder – wie in Belgien üblich – mit Rindernierenfett zweimal frittiert: zunächst bei einer Temperatur von ca. 140 bis 180 °C, bis sie blassgelb sind, nach dem Abkühlen ein zweites Mal bei etwa 190 bis 200 °C (in der Nähe des Rauchpunkts), bis sie eine goldene Farbe angenommen haben und oben schwimmen. Frittiert man sie in einem Durchgang, werden sie innen nicht gar oder außen zu dunkel. Werden zu viele Pommes frites gleichzeitig ins Fett gegeben, kühlt es stark ab und die Kartoffeln saugen übermäßig viel Fett auf, da sich nicht sofort eine schützende Kruste bildet. Vor dem Servieren werden die Pommes frites abgetropft und gesalzen.

### Industrielle Zubereitung
Für die Gastronomie und für den privaten Bedarf werden Pommes frites als Halbfertigprodukt industriell hergestellt. Dazu werden sie nach dem ersten Frittieren tiefgekühlt und müssen dann zum Verzehr nur noch einmal frittiert oder im Ofen gebacken werden. Industriell hergestellte Pommes frites werden teilweise auch aus Kartoffelpüree oder Kartoffelgranulat geformt.
Für die industrielle Herstellung von Pommes frites werden vor allem längliche Kartoffeln verwendet. Dabei werden Kartoffelsorten mit etwas gelber Farbe und einem hohen Stärkegehalt bevorzugt – mit gelber Farbe, damit das fertige Produkt goldbraun und nicht grau aussieht, mit einem hohen Stärkegehalt, damit die Pommes frites beim Abdampfen des Wassers nicht zu stark einfallen. Geeignete Kartoffelsorten sind zum Beispiel Agria, Bintje, Granola und Ditta.
Nach dem Waschen werden die Kartoffeln in einem Dampfschäler von der Schale befreit, anschließend blanchiert, mit Wasserstrahlen geschnitten, in Bandtrocknern vorgetrocknet und dann in großen, kontinuierlich betriebenen Fritteusen ausgebacken. Anschließend werden sie in Kühl-/Gefriertunneln gekühlt und eingefroren. Anlagen zur Herstellung von Pommes frites haben eine Kapazität von bis zu 25 t Fertigprodukt pro Stunde. Durch die Dampfschälung und das Blanchieren gehen Geschmacksstoffe verloren und das Produkt enthält mehr Wasser (bis zu 73 %) als traditionell hergestellte Pommes frites (65 %). Die größten Pommes-frites-Hersteller der Welt sind McCain Foods, Simplot und Lamb Weston.

## Gesundheitliche Aspekte

### Fettgehalt
Der Fettanteil von Pommes frites beträgt bei richtiger Zubereitung zehn bis 15 Prozent. Wird zu niedrig temperiertes Fett verwendet, erhöht sich der Fettgehalt. McDonald’s gab 2013 für seine Pommes frites einen Fettgehalt von 15 Prozent, Burger King von 16 Prozent an.
Burger King führte 2013 von McCain produzierte, fettreduzierte Pommes frites mit einem Fettgehalt von nur ca. 3–9 Prozent ein, die sich aber (auch wegen ihres höheren Preises) nicht durchsetzten.
Der geringere Fettanteil resultiert daraus, dass Ausbackteig verwendet wird, sodass die Pommes frites beim Ausbacken weniger Fett aufnehmen. Vorfrittierte und tiefgekühlte Pommes frites für die Zubereitung im Backofen enthielten 1987 nach Packungsangaben ohne weitere Fettzugabe etwa fünf bis acht Prozent.

### trans-Fettsäuren
Pommes frites haben je nach Zubereitung durch entsprechendes Frittierfett einen hohen Anteil an trans-Fettsäuren, die zu einer Erhöhung von Cholesterin (Typ LDL) im menschlichen Körper führen und auch das Risiko von Herzerkrankungen steigern können. In der EU dürfen seit 2021 nur Lebensmittel in den Handel, die weniger als zwei Gramm industrielle Transfette pro 100 Gramm Fett enthalten.

### Acrylamid
Bei der Maillard-Reaktion können bei Temperaturen ab 170–190 °C vergleichsweise hohe Mengen von Acrylamid entstehen, das im Verdacht steht, krebsauslösend zu sein. Vorbeugend empfehlen Gesundheitsbehörden einen Richtwert von maximal 175 °C; für Gaststätten und Kantinen ist er in Nordrhein-Westfalen als Grenze vorgeschrieben. Mittlerweile wird auch von Fritteusen-Herstellern ein Maximalwert von 170 °C empfohlen. Die Deutsche Gesellschaft für Fettwissenschaft empfiehlt eine Fetttemperatur von ca. 160 °C.